# Philipp Stamma
Philipp Stamma (c.1705–1755) [carece de fontes?] foi um jogador de xadrez árabe  natural de Alepo, na Síria.
A Síria, na época, tinha vários jogadores fortes de xadrez. Stamma foi medir sua força contra os jogadores europeus, e visitou a Itália, a Inglaterra e a França. Ele se fixou na Inglaterra e publicou, em 1735, o livro Essai sur le jeu des echecs, dedicado a Lord Harrington, secretário de estado e amante do jogo.
Em 1747, Stamma foi derrotado por Philidor em uma série de dez partidas, em que Philidor venceu oito e empatou uma. O match foi disputado em Londres.
O livro de Stamma introduziu a notação algébrica de xadrez numa forma amplamente desenvolvida antes da agora obsoleta notação descritiva de xadrez. Os manuscritos de Philidor tiveram mais influência após a vitória sobre Stamma, e o sistema descritivo de Philidor tornou-se dominante por um longo período. A principal diferença entre o sistema de Stamma e o moderno é que ele utilizava um "p" para designar os peões e o atual emprega somente coluna.
As figuras aritméticas, com as letras imediatamente as precedendo, mostram a casa para a qual você está movendo. Assim PE4 indica que o peão do rei se move para a quarta casa do rei; GF4 que o cavalo do rei se move para a terceira casa do bispo correspondente;  e FC4 para mover o bispo do rei para a quarta casa do bispo da dama. Jogando pelas pretas, PE5 indica que o peão do rei foi movido duas casas; BC6 para jogar o cavalo da dama para a sexta casa do bispo da dama e FC5 para jogar o bispo do rei na quinta casa do bispo da dama 
Como exemplo da sua notação, temos esta partida, na abertura chamada por ele de Gambito dos três peões:
|   | a | b | c | d | e | f | g | h |   |
| 8 | a8 preto torre · b8 preto cavalo · c8 preto bispo · f8 preto torre · a7 preto peão · b7 preto peão · c7 preto peão · f7 preto rei · g7 preto peão · h7 preto peão · c6 preto rainha · e5 branco peão · c4 branco peão · d4 branco peão · f3 branco cavalo · g3 preto cavalo · a2 branco peão · b2 branco peão · h2 preto peão · a1 branco torre · b1 branco cavalo · c1 branco bispo · d1 branco rainha · f1 branco torre · h1 branco rei | a8 preto torre · b8 preto cavalo · c8 preto bispo · f8 preto torre · a7 preto peão · b7 preto peão · c7 preto peão · f7 preto rei · g7 preto peão · h7 preto peão · c6 preto rainha · e5 branco peão · c4 branco peão · d4 branco peão · f3 branco cavalo · g3 preto cavalo · a2 branco peão · b2 branco peão · h2 preto peão · a1 branco torre · b1 branco cavalo · c1 branco bispo · d1 branco rainha · f1 branco torre · h1 branco rei | a8 preto torre · b8 preto cavalo · c8 preto bispo · f8 preto torre · a7 preto peão · b7 preto peão · c7 preto peão · f7 preto rei · g7 preto peão · h7 preto peão · c6 preto rainha · e5 branco peão · c4 branco peão · d4 branco peão · f3 branco cavalo · g3 preto cavalo · a2 branco peão · b2 branco peão · h2 preto peão · a1 branco torre · b1 branco cavalo · c1 branco bispo · d1 branco rainha · f1 branco torre · h1 branco rei | a8 preto torre · b8 preto cavalo · c8 preto bispo · f8 preto torre · a7 preto peão · b7 preto peão · c7 preto peão · f7 preto rei · g7 preto peão · h7 preto peão · c6 preto rainha · e5 branco peão · c4 branco peão · d4 branco peão · f3 branco cavalo · g3 preto cavalo · a2 branco peão · b2 branco peão · h2 preto peão · a1 branco torre · b1 branco cavalo · c1 branco bispo · d1 branco rainha · f1 branco torre · h1 branco rei | a8 preto torre · b8 preto cavalo · c8 preto bispo · f8 preto torre · a7 preto peão · b7 preto peão · c7 preto peão · f7 preto rei · g7 preto peão · h7 preto peão · c6 preto rainha · e5 branco peão · c4 branco peão · d4 branco peão · f3 branco cavalo · g3 preto cavalo · a2 branco peão · b2 branco peão · h2 preto peão · a1 branco torre · b1 branco cavalo · c1 branco bispo · d1 branco rainha · f1 branco torre · h1 branco rei | a8 preto torre · b8 preto cavalo · c8 preto bispo · f8 preto torre · a7 preto peão · b7 preto peão · c7 preto peão · f7 preto rei · g7 preto peão · h7 preto peão · c6 preto rainha · e5 branco peão · c4 branco peão · d4 branco peão · f3 branco cavalo · g3 preto cavalo · a2 branco peão · b2 branco peão · h2 preto peão · a1 branco torre · b1 branco cavalo · c1 branco bispo · d1 branco rainha · f1 branco torre · h1 branco rei | a8 preto torre · b8 preto cavalo · c8 preto bispo · f8 preto torre · a7 preto peão · b7 preto peão · c7 preto peão · f7 preto rei · g7 preto peão · h7 preto peão · c6 preto rainha · e5 branco peão · c4 branco peão · d4 branco peão · f3 branco cavalo · g3 preto cavalo · a2 branco peão · b2 branco peão · h2 preto peão · a1 branco torre · b1 branco cavalo · c1 branco bispo · d1 branco rainha · f1 branco torre · h1 branco rei | a8 preto torre · b8 preto cavalo · c8 preto bispo · f8 preto torre · a7 preto peão · b7 preto peão · c7 preto peão · f7 preto rei · g7 preto peão · h7 preto peão · c6 preto rainha · e5 branco peão · c4 branco peão · d4 branco peão · f3 branco cavalo · g3 preto cavalo · a2 branco peão · b2 branco peão · h2 preto peão · a1 branco torre · b1 branco cavalo · c1 branco bispo · d1 branco rainha · f1 branco torre · h1 branco rei | 8 |
| 7 | a8 preto torre · b8 preto cavalo · c8 preto bispo · f8 preto torre · a7 preto peão · b7 preto peão · c7 preto peão · f7 preto rei · g7 preto peão · h7 preto peão · c6 preto rainha · e5 branco peão · c4 branco peão · d4 branco peão · f3 branco cavalo · g3 preto cavalo · a2 branco peão · b2 branco peão · h2 preto peão · a1 branco torre · b1 branco cavalo · c1 branco bispo · d1 branco rainha · f1 branco torre · h1 branco rei | a8 preto torre · b8 preto cavalo · c8 preto bispo · f8 preto torre · a7 preto peão · b7 preto peão · c7 preto peão · f7 preto rei · g7 preto peão · h7 preto peão · c6 preto rainha · e5 branco peão · c4 branco peão · d4 branco peão · f3 branco cavalo · g3 preto cavalo · a2 branco peão · b2 branco peão · h2 preto peão · a1 branco torre · b1 branco cavalo · c1 branco bispo · d1 branco rainha · f1 branco torre · h1 branco rei | a8 preto torre · b8 preto cavalo · c8 preto bispo · f8 preto torre · a7 preto peão · b7 preto peão · c7 preto peão · f7 preto rei · g7 preto peão · h7 preto peão · c6 preto rainha · e5 branco peão · c4 branco peão · d4 branco peão · f3 branco cavalo · g3 preto cavalo · a2 branco peão · b2 branco peão · h2 preto peão · a1 branco torre · b1 branco cavalo · c1 branco bispo · d1 branco rainha · f1 branco torre · h1 branco rei | a8 preto torre · b8 preto cavalo · c8 preto bispo · f8 preto torre · a7 preto peão · b7 preto peão · c7 preto peão · f7 preto rei · g7 preto peão · h7 preto peão · c6 preto rainha · e5 branco peão · c4 branco peão · d4 branco peão · f3 branco cavalo · g3 preto cavalo · a2 branco peão · b2 branco peão · h2 preto peão · a1 branco torre · b1 branco cavalo · c1 branco bispo · d1 branco rainha · f1 branco torre · h1 branco rei | a8 preto torre · b8 preto cavalo · c8 preto bispo · f8 preto torre · a7 preto peão · b7 preto peão · c7 preto peão · f7 preto rei · g7 preto peão · h7 preto peão · c6 preto rainha · e5 branco peão · c4 branco peão · d4 branco peão · f3 branco cavalo · g3 preto cavalo · a2 branco peão · b2 branco peão · h2 preto peão · a1 branco torre · b1 branco cavalo · c1 branco bispo · d1 branco rainha · f1 branco torre · h1 branco rei | a8 preto torre · b8 preto cavalo · c8 preto bispo · f8 preto torre · a7 preto peão · b7 preto peão · c7 preto peão · f7 preto rei · g7 preto peão · h7 preto peão · c6 preto rainha · e5 branco peão · c4 branco peão · d4 branco peão · f3 branco cavalo · g3 preto cavalo · a2 branco peão · b2 branco peão · h2 preto peão · a1 branco torre · b1 branco cavalo · c1 branco bispo · d1 branco rainha · f1 branco torre · h1 branco rei | a8 preto torre · b8 preto cavalo · c8 preto bispo · f8 preto torre · a7 preto peão · b7 preto peão · c7 preto peão · f7 preto rei · g7 preto peão · h7 preto peão · c6 preto rainha · e5 branco peão · c4 branco peão · d4 branco peão · f3 branco cavalo · g3 preto cavalo · a2 branco peão · b2 branco peão · h2 preto peão · a1 branco torre · b1 branco cavalo · c1 branco bispo · d1 branco rainha · f1 branco torre · h1 branco rei | a8 preto torre · b8 preto cavalo · c8 preto bispo · f8 preto torre · a7 preto peão · b7 preto peão · c7 preto peão · f7 preto rei · g7 preto peão · h7 preto peão · c6 preto rainha · e5 branco peão · c4 branco peão · d4 branco peão · f3 branco cavalo · g3 preto cavalo · a2 branco peão · b2 branco peão · h2 preto peão · a1 branco torre · b1 branco cavalo · c1 branco bispo · d1 branco rainha · f1 branco torre · h1 branco rei | 7 |
| 6 | a8 preto torre · b8 preto cavalo · c8 preto bispo · f8 preto torre · a7 preto peão · b7 preto peão · c7 preto peão · f7 preto rei · g7 preto peão · h7 preto peão · c6 preto rainha · e5 branco peão · c4 branco peão · d4 branco peão · f3 branco cavalo · g3 preto cavalo · a2 branco peão · b2 branco peão · h2 preto peão · a1 branco torre · b1 branco cavalo · c1 branco bispo · d1 branco rainha · f1 branco torre · h1 branco rei | a8 preto torre · b8 preto cavalo · c8 preto bispo · f8 preto torre · a7 preto peão · b7 preto peão · c7 preto peão · f7 preto rei · g7 preto peão · h7 preto peão · c6 preto rainha · e5 branco peão · c4 branco peão · d4 branco peão · f3 branco cavalo · g3 preto cavalo · a2 branco peão · b2 branco peão · h2 preto peão · a1 branco torre · b1 branco cavalo · c1 branco bispo · d1 branco rainha · f1 branco torre · h1 branco rei | a8 preto torre · b8 preto cavalo · c8 preto bispo · f8 preto torre · a7 preto peão · b7 preto peão · c7 preto peão · f7 preto rei · g7 preto peão · h7 preto peão · c6 preto rainha · e5 branco peão · c4 branco peão · d4 branco peão · f3 branco cavalo · g3 preto cavalo · a2 branco peão · b2 branco peão · h2 preto peão · a1 branco torre · b1 branco cavalo · c1 branco bispo · d1 branco rainha · f1 branco torre · h1 branco rei | a8 preto torre · b8 preto cavalo · c8 preto bispo · f8 preto torre · a7 preto peão · b7 preto peão · c7 preto peão · f7 preto rei · g7 preto peão · h7 preto peão · c6 preto rainha · e5 branco peão · c4 branco peão · d4 branco peão · f3 branco cavalo · g3 preto cavalo · a2 branco peão · b2 branco peão · h2 preto peão · a1 branco torre · b1 branco cavalo · c1 branco bispo · d1 branco rainha · f1 branco torre · h1 branco rei | a8 preto torre · b8 preto cavalo · c8 preto bispo · f8 preto torre · a7 preto peão · b7 preto peão · c7 preto peão · f7 preto rei · g7 preto peão · h7 preto peão · c6 preto rainha · e5 branco peão · c4 branco peão · d4 branco peão · f3 branco cavalo · g3 preto cavalo · a2 branco peão · b2 branco peão · h2 preto peão · a1 branco torre · b1 branco cavalo · c1 branco bispo · d1 branco rainha · f1 branco torre · h1 branco rei | a8 preto torre · b8 preto cavalo · c8 preto bispo · f8 preto torre · a7 preto peão · b7 preto peão · c7 preto peão · f7 preto rei · g7 preto peão · h7 preto peão · c6 preto rainha · e5 branco peão · c4 branco peão · d4 branco peão · f3 branco cavalo · g3 preto cavalo · a2 branco peão · b2 branco peão · h2 preto peão · a1 branco torre · b1 branco cavalo · c1 branco bispo · d1 branco rainha · f1 branco torre · h1 branco rei | a8 preto torre · b8 preto cavalo · c8 preto bispo · f8 preto torre · a7 preto peão · b7 preto peão · c7 preto peão · f7 preto rei · g7 preto peão · h7 preto peão · c6 preto rainha · e5 branco peão · c4 branco peão · d4 branco peão · f3 branco cavalo · g3 preto cavalo · a2 branco peão · b2 branco peão · h2 preto peão · a1 branco torre · b1 branco cavalo · c1 branco bispo · d1 branco rainha · f1 branco torre · h1 branco rei | a8 preto torre · b8 preto cavalo · c8 preto bispo · f8 preto torre · a7 preto peão · b7 preto peão · c7 preto peão · f7 preto rei · g7 preto peão · h7 preto peão · c6 preto rainha · e5 branco peão · c4 branco peão · d4 branco peão · f3 branco cavalo · g3 preto cavalo · a2 branco peão · b2 branco peão · h2 preto peão · a1 branco torre · b1 branco cavalo · c1 branco bispo · d1 branco rainha · f1 branco torre · h1 branco rei | 6 |
| 5 | a8 preto torre · b8 preto cavalo · c8 preto bispo · f8 preto torre · a7 preto peão · b7 preto peão · c7 preto peão · f7 preto rei · g7 preto peão · h7 preto peão · c6 preto rainha · e5 branco peão · c4 branco peão · d4 branco peão · f3 branco cavalo · g3 preto cavalo · a2 branco peão · b2 branco peão · h2 preto peão · a1 branco torre · b1 branco cavalo · c1 branco bispo · d1 branco rainha · f1 branco torre · h1 branco rei | a8 preto torre · b8 preto cavalo · c8 preto bispo · f8 preto torre · a7 preto peão · b7 preto peão · c7 preto peão · f7 preto rei · g7 preto peão · h7 preto peão · c6 preto rainha · e5 branco peão · c4 branco peão · d4 branco peão · f3 branco cavalo · g3 preto cavalo · a2 branco peão · b2 branco peão · h2 preto peão · a1 branco torre · b1 branco cavalo · c1 branco bispo · d1 branco rainha · f1 branco torre · h1 branco rei | a8 preto torre · b8 preto cavalo · c8 preto bispo · f8 preto torre · a7 preto peão · b7 preto peão · c7 preto peão · f7 preto rei · g7 preto peão · h7 preto peão · c6 preto rainha · e5 branco peão · c4 branco peão · d4 branco peão · f3 branco cavalo · g3 preto cavalo · a2 branco peão · b2 branco peão · h2 preto peão · a1 branco torre · b1 branco cavalo · c1 branco bispo · d1 branco rainha · f1 branco torre · h1 branco rei | a8 preto torre · b8 preto cavalo · c8 preto bispo · f8 preto torre · a7 preto peão · b7 preto peão · c7 preto peão · f7 preto rei · g7 preto peão · h7 preto peão · c6 preto rainha · e5 branco peão · c4 branco peão · d4 branco peão · f3 branco cavalo · g3 preto cavalo · a2 branco peão · b2 branco peão · h2 preto peão · a1 branco torre · b1 branco cavalo · c1 branco bispo · d1 branco rainha · f1 branco torre · h1 branco rei | a8 preto torre · b8 preto cavalo · c8 preto bispo · f8 preto torre · a7 preto peão · b7 preto peão · c7 preto peão · f7 preto rei · g7 preto peão · h7 preto peão · c6 preto rainha · e5 branco peão · c4 branco peão · d4 branco peão · f3 branco cavalo · g3 preto cavalo · a2 branco peão · b2 branco peão · h2 preto peão · a1 branco torre · b1 branco cavalo · c1 branco bispo · d1 branco rainha · f1 branco torre · h1 branco rei | a8 preto torre · b8 preto cavalo · c8 preto bispo · f8 preto torre · a7 preto peão · b7 preto peão · c7 preto peão · f7 preto rei · g7 preto peão · h7 preto peão · c6 preto rainha · e5 branco peão · c4 branco peão · d4 branco peão · f3 branco cavalo · g3 preto cavalo · a2 branco peão · b2 branco peão · h2 preto peão · a1 branco torre · b1 branco cavalo · c1 branco bispo · d1 branco rainha · f1 branco torre · h1 branco rei | a8 preto torre · b8 preto cavalo · c8 preto bispo · f8 preto torre · a7 preto peão · b7 preto peão · c7 preto peão · f7 preto rei · g7 preto peão · h7 preto peão · c6 preto rainha · e5 branco peão · c4 branco peão · d4 branco peão · f3 branco cavalo · g3 preto cavalo · a2 branco peão · b2 branco peão · h2 preto peão · a1 branco torre · b1 branco cavalo · c1 branco bispo · d1 branco rainha · f1 branco torre · h1 branco rei | a8 preto torre · b8 preto cavalo · c8 preto bispo · f8 preto torre · a7 preto peão · b7 preto peão · c7 preto peão · f7 preto rei · g7 preto peão · h7 preto peão · c6 preto rainha · e5 branco peão · c4 branco peão · d4 branco peão · f3 branco cavalo · g3 preto cavalo · a2 branco peão · b2 branco peão · h2 preto peão · a1 branco torre · b1 branco cavalo · c1 branco bispo · d1 branco rainha · f1 branco torre · h1 branco rei | 5 |
| 4 | a8 preto torre · b8 preto cavalo · c8 preto bispo · f8 preto torre · a7 preto peão · b7 preto peão · c7 preto peão · f7 preto rei · g7 preto peão · h7 preto peão · c6 preto rainha · e5 branco peão · c4 branco peão · d4 branco peão · f3 branco cavalo · g3 preto cavalo · a2 branco peão · b2 branco peão · h2 preto peão · a1 branco torre · b1 branco cavalo · c1 branco bispo · d1 branco rainha · f1 branco torre · h1 branco rei | a8 preto torre · b8 preto cavalo · c8 preto bispo · f8 preto torre · a7 preto peão · b7 preto peão · c7 preto peão · f7 preto rei · g7 preto peão · h7 preto peão · c6 preto rainha · e5 branco peão · c4 branco peão · d4 branco peão · f3 branco cavalo · g3 preto cavalo · a2 branco peão · b2 branco peão · h2 preto peão · a1 branco torre · b1 branco cavalo · c1 branco bispo · d1 branco rainha · f1 branco torre · h1 branco rei | a8 preto torre · b8 preto cavalo · c8 preto bispo · f8 preto torre · a7 preto peão · b7 preto peão · c7 preto peão · f7 preto rei · g7 preto peão · h7 preto peão · c6 preto rainha · e5 branco peão · c4 branco peão · d4 branco peão · f3 branco cavalo · g3 preto cavalo · a2 branco peão · b2 branco peão · h2 preto peão · a1 branco torre · b1 branco cavalo · c1 branco bispo · d1 branco rainha · f1 branco torre · h1 branco rei | a8 preto torre · b8 preto cavalo · c8 preto bispo · f8 preto torre · a7 preto peão · b7 preto peão · c7 preto peão · f7 preto rei · g7 preto peão · h7 preto peão · c6 preto rainha · e5 branco peão · c4 branco peão · d4 branco peão · f3 branco cavalo · g3 preto cavalo · a2 branco peão · b2 branco peão · h2 preto peão · a1 branco torre · b1 branco cavalo · c1 branco bispo · d1 branco rainha · f1 branco torre · h1 branco rei | a8 preto torre · b8 preto cavalo · c8 preto bispo · f8 preto torre · a7 preto peão · b7 preto peão · c7 preto peão · f7 preto rei · g7 preto peão · h7 preto peão · c6 preto rainha · e5 branco peão · c4 branco peão · d4 branco peão · f3 branco cavalo · g3 preto cavalo · a2 branco peão · b2 branco peão · h2 preto peão · a1 branco torre · b1 branco cavalo · c1 branco bispo · d1 branco rainha · f1 branco torre · h1 branco rei | a8 preto torre · b8 preto cavalo · c8 preto bispo · f8 preto torre · a7 preto peão · b7 preto peão · c7 preto peão · f7 preto rei · g7 preto peão · h7 preto peão · c6 preto rainha · e5 branco peão · c4 branco peão · d4 branco peão · f3 branco cavalo · g3 preto cavalo · a2 branco peão · b2 branco peão · h2 preto peão · a1 branco torre · b1 branco cavalo · c1 branco bispo · d1 branco rainha · f1 branco torre · h1 branco rei | a8 preto torre · b8 preto cavalo · c8 preto bispo · f8 preto torre · a7 preto peão · b7 preto peão · c7 preto peão · f7 preto rei · g7 preto peão · h7 preto peão · c6 preto rainha · e5 branco peão · c4 branco peão · d4 branco peão · f3 branco cavalo · g3 preto cavalo · a2 branco peão · b2 branco peão · h2 preto peão · a1 branco torre · b1 branco cavalo · c1 branco bispo · d1 branco rainha · f1 branco torre · h1 branco rei | a8 preto torre · b8 preto cavalo · c8 preto bispo · f8 preto torre · a7 preto peão · b7 preto peão · c7 preto peão · f7 preto rei · g7 preto peão · h7 preto peão · c6 preto rainha · e5 branco peão · c4 branco peão · d4 branco peão · f3 branco cavalo · g3 preto cavalo · a2 branco peão · b2 branco peão · h2 preto peão · a1 branco torre · b1 branco cavalo · c1 branco bispo · d1 branco rainha · f1 branco torre · h1 branco rei | 4 |
| 3 | a8 preto torre · b8 preto cavalo · c8 preto bispo · f8 preto torre · a7 preto peão · b7 preto peão · c7 preto peão · f7 preto rei · g7 preto peão · h7 preto peão · c6 preto rainha · e5 branco peão · c4 branco peão · d4 branco peão · f3 branco cavalo · g3 preto cavalo · a2 branco peão · b2 branco peão · h2 preto peão · a1 branco torre · b1 branco cavalo · c1 branco bispo · d1 branco rainha · f1 branco torre · h1 branco rei | a8 preto torre · b8 preto cavalo · c8 preto bispo · f8 preto torre · a7 preto peão · b7 preto peão · c7 preto peão · f7 preto rei · g7 preto peão · h7 preto peão · c6 preto rainha · e5 branco peão · c4 branco peão · d4 branco peão · f3 branco cavalo · g3 preto cavalo · a2 branco peão · b2 branco peão · h2 preto peão · a1 branco torre · b1 branco cavalo · c1 branco bispo · d1 branco rainha · f1 branco torre · h1 branco rei | a8 preto torre · b8 preto cavalo · c8 preto bispo · f8 preto torre · a7 preto peão · b7 preto peão · c7 preto peão · f7 preto rei · g7 preto peão · h7 preto peão · c6 preto rainha · e5 branco peão · c4 branco peão · d4 branco peão · f3 branco cavalo · g3 preto cavalo · a2 branco peão · b2 branco peão · h2 preto peão · a1 branco torre · b1 branco cavalo · c1 branco bispo · d1 branco rainha · f1 branco torre · h1 branco rei | a8 preto torre · b8 preto cavalo · c8 preto bispo · f8 preto torre · a7 preto peão · b7 preto peão · c7 preto peão · f7 preto rei · g7 preto peão · h7 preto peão · c6 preto rainha · e5 branco peão · c4 branco peão · d4 branco peão · f3 branco cavalo · g3 preto cavalo · a2 branco peão · b2 branco peão · h2 preto peão · a1 branco torre · b1 branco cavalo · c1 branco bispo · d1 branco rainha · f1 branco torre · h1 branco rei | a8 preto torre · b8 preto cavalo · c8 preto bispo · f8 preto torre · a7 preto peão · b7 preto peão · c7 preto peão · f7 preto rei · g7 preto peão · h7 preto peão · c6 preto rainha · e5 branco peão · c4 branco peão · d4 branco peão · f3 branco cavalo · g3 preto cavalo · a2 branco peão · b2 branco peão · h2 preto peão · a1 branco torre · b1 branco cavalo · c1 branco bispo · d1 branco rainha · f1 branco torre · h1 branco rei | a8 preto torre · b8 preto cavalo · c8 preto bispo · f8 preto torre · a7 preto peão · b7 preto peão · c7 preto peão · f7 preto rei · g7 preto peão · h7 preto peão · c6 preto rainha · e5 branco peão · c4 branco peão · d4 branco peão · f3 branco cavalo · g3 preto cavalo · a2 branco peão · b2 branco peão · h2 preto peão · a1 branco torre · b1 branco cavalo · c1 branco bispo · d1 branco rainha · f1 branco torre · h1 branco rei | a8 preto torre · b8 preto cavalo · c8 preto bispo · f8 preto torre · a7 preto peão · b7 preto peão · c7 preto peão · f7 preto rei · g7 preto peão · h7 preto peão · c6 preto rainha · e5 branco peão · c4 branco peão · d4 branco peão · f3 branco cavalo · g3 preto cavalo · a2 branco peão · b2 branco peão · h2 preto peão · a1 branco torre · b1 branco cavalo · c1 branco bispo · d1 branco rainha · f1 branco torre · h1 branco rei | a8 preto torre · b8 preto cavalo · c8 preto bispo · f8 preto torre · a7 preto peão · b7 preto peão · c7 preto peão · f7 preto rei · g7 preto peão · h7 preto peão · c6 preto rainha · e5 branco peão · c4 branco peão · d4 branco peão · f3 branco cavalo · g3 preto cavalo · a2 branco peão · b2 branco peão · h2 preto peão · a1 branco torre · b1 branco cavalo · c1 branco bispo · d1 branco rainha · f1 branco torre · h1 branco rei | 3 |
| 2 | a8 preto torre · b8 preto cavalo · c8 preto bispo · f8 preto torre · a7 preto peão · b7 preto peão · c7 preto peão · f7 preto rei · g7 preto peão · h7 preto peão · c6 preto rainha · e5 branco peão · c4 branco peão · d4 branco peão · f3 branco cavalo · g3 preto cavalo · a2 branco peão · b2 branco peão · h2 preto peão · a1 branco torre · b1 branco cavalo · c1 branco bispo · d1 branco rainha · f1 branco torre · h1 branco rei | a8 preto torre · b8 preto cavalo · c8 preto bispo · f8 preto torre · a7 preto peão · b7 preto peão · c7 preto peão · f7 preto rei · g7 preto peão · h7 preto peão · c6 preto rainha · e5 branco peão · c4 branco peão · d4 branco peão · f3 branco cavalo · g3 preto cavalo · a2 branco peão · b2 branco peão · h2 preto peão · a1 branco torre · b1 branco cavalo · c1 branco bispo · d1 branco rainha · f1 branco torre · h1 branco rei | a8 preto torre · b8 preto cavalo · c8 preto bispo · f8 preto torre · a7 preto peão · b7 preto peão · c7 preto peão · f7 preto rei · g7 preto peão · h7 preto peão · c6 preto rainha · e5 branco peão · c4 branco peão · d4 branco peão · f3 branco cavalo · g3 preto cavalo · a2 branco peão · b2 branco peão · h2 preto peão · a1 branco torre · b1 branco cavalo · c1 branco bispo · d1 branco rainha · f1 branco torre · h1 branco rei | a8 preto torre · b8 preto cavalo · c8 preto bispo · f8 preto torre · a7 preto peão · b7 preto peão · c7 preto peão · f7 preto rei · g7 preto peão · h7 preto peão · c6 preto rainha · e5 branco peão · c4 branco peão · d4 branco peão · f3 branco cavalo · g3 preto cavalo · a2 branco peão · b2 branco peão · h2 preto peão · a1 branco torre · b1 branco cavalo · c1 branco bispo · d1 branco rainha · f1 branco torre · h1 branco rei | a8 preto torre · b8 preto cavalo · c8 preto bispo · f8 preto torre · a7 preto peão · b7 preto peão · c7 preto peão · f7 preto rei · g7 preto peão · h7 preto peão · c6 preto rainha · e5 branco peão · c4 branco peão · d4 branco peão · f3 branco cavalo · g3 preto cavalo · a2 branco peão · b2 branco peão · h2 preto peão · a1 branco torre · b1 branco cavalo · c1 branco bispo · d1 branco rainha · f1 branco torre · h1 branco rei | a8 preto torre · b8 preto cavalo · c8 preto bispo · f8 preto torre · a7 preto peão · b7 preto peão · c7 preto peão · f7 preto rei · g7 preto peão · h7 preto peão · c6 preto rainha · e5 branco peão · c4 branco peão · d4 branco peão · f3 branco cavalo · g3 preto cavalo · a2 branco peão · b2 branco peão · h2 preto peão · a1 branco torre · b1 branco cavalo · c1 branco bispo · d1 branco rainha · f1 branco torre · h1 branco rei | a8 preto torre · b8 preto cavalo · c8 preto bispo · f8 preto torre · a7 preto peão · b7 preto peão · c7 preto peão · f7 preto rei · g7 preto peão · h7 preto peão · c6 preto rainha · e5 branco peão · c4 branco peão · d4 branco peão · f3 branco cavalo · g3 preto cavalo · a2 branco peão · b2 branco peão · h2 preto peão · a1 branco torre · b1 branco cavalo · c1 branco bispo · d1 branco rainha · f1 branco torre · h1 branco rei | a8 preto torre · b8 preto cavalo · c8 preto bispo · f8 preto torre · a7 preto peão · b7 preto peão · c7 preto peão · f7 preto rei · g7 preto peão · h7 preto peão · c6 preto rainha · e5 branco peão · c4 branco peão · d4 branco peão · f3 branco cavalo · g3 preto cavalo · a2 branco peão · b2 branco peão · h2 preto peão · a1 branco torre · b1 branco cavalo · c1 branco bispo · d1 branco rainha · f1 branco torre · h1 branco rei | 2 |
| 1 | a8 preto torre · b8 preto cavalo · c8 preto bispo · f8 preto torre · a7 preto peão · b7 preto peão · c7 preto peão · f7 preto rei · g7 preto peão · h7 preto peão · c6 preto rainha · e5 branco peão · c4 branco peão · d4 branco peão · f3 branco cavalo · g3 preto cavalo · a2 branco peão · b2 branco peão · h2 preto peão · a1 branco torre · b1 branco cavalo · c1 branco bispo · d1 branco rainha · f1 branco torre · h1 branco rei | a8 preto torre · b8 preto cavalo · c8 preto bispo · f8 preto torre · a7 preto peão · b7 preto peão · c7 preto peão · f7 preto rei · g7 preto peão · h7 preto peão · c6 preto rainha · e5 branco peão · c4 branco peão · d4 branco peão · f3 branco cavalo · g3 preto cavalo · a2 branco peão · b2 branco peão · h2 preto peão · a1 branco torre · b1 branco cavalo · c1 branco bispo · d1 branco rainha · f1 branco torre · h1 branco rei | a8 preto torre · b8 preto cavalo · c8 preto bispo · f8 preto torre · a7 preto peão · b7 preto peão · c7 preto peão · f7 preto rei · g7 preto peão · h7 preto peão · c6 preto rainha · e5 branco peão · c4 branco peão · d4 branco peão · f3 branco cavalo · g3 preto cavalo · a2 branco peão · b2 branco peão · h2 preto peão · a1 branco torre · b1 branco cavalo · c1 branco bispo · d1 branco rainha · f1 branco torre · h1 branco rei | a8 preto torre · b8 preto cavalo · c8 preto bispo · f8 preto torre · a7 preto peão · b7 preto peão · c7 preto peão · f7 preto rei · g7 preto peão · h7 preto peão · c6 preto rainha · e5 branco peão · c4 branco peão · d4 branco peão · f3 branco cavalo · g3 preto cavalo · a2 branco peão · b2 branco peão · h2 preto peão · a1 branco torre · b1 branco cavalo · c1 branco bispo · d1 branco rainha · f1 branco torre · h1 branco rei | a8 preto torre · b8 preto cavalo · c8 preto bispo · f8 preto torre · a7 preto peão · b7 preto peão · c7 preto peão · f7 preto rei · g7 preto peão · h7 preto peão · c6 preto rainha · e5 branco peão · c4 branco peão · d4 branco peão · f3 branco cavalo · g3 preto cavalo · a2 branco peão · b2 branco peão · h2 preto peão · a1 branco torre · b1 branco cavalo · c1 branco bispo · d1 branco rainha · f1 branco torre · h1 branco rei | a8 preto torre · b8 preto cavalo · c8 preto bispo · f8 preto torre · a7 preto peão · b7 preto peão · c7 preto peão · f7 preto rei · g7 preto peão · h7 preto peão · c6 preto rainha · e5 branco peão · c4 branco peão · d4 branco peão · f3 branco cavalo · g3 preto cavalo · a2 branco peão · b2 branco peão · h2 preto peão · a1 branco torre · b1 branco cavalo · c1 branco bispo · d1 branco rainha · f1 branco torre · h1 branco rei | a8 preto torre · b8 preto cavalo · c8 preto bispo · f8 preto torre · a7 preto peão · b7 preto peão · c7 preto peão · f7 preto rei · g7 preto peão · h7 preto peão · c6 preto rainha · e5 branco peão · c4 branco peão · d4 branco peão · f3 branco cavalo · g3 preto cavalo · a2 branco peão · b2 branco peão · h2 preto peão · a1 branco torre · b1 branco cavalo · c1 branco bispo · d1 branco rainha · f1 branco torre · h1 branco rei | a8 preto torre · b8 preto cavalo · c8 preto bispo · f8 preto torre · a7 preto peão · b7 preto peão · c7 preto peão · f7 preto rei · g7 preto peão · h7 preto peão · c6 preto rainha · e5 branco peão · c4 branco peão · d4 branco peão · f3 branco cavalo · g3 preto cavalo · a2 branco peão · b2 branco peão · h2 preto peão · a1 branco torre · b1 branco cavalo · c1 branco bispo · d1 branco rainha · f1 branco torre · h1 branco rei | 1 |
|   | a | b | c | d | e | f | g | h |   |

| Gambito dos três peões |         |   |        |   |
|                        | Brancas |   | Pretas |   |
|                        | p e 4   |   | p e 5  |   |
|                        | p f 4   |   | p f 4  |   |
|                        | g f 3   |   | f e 7  |   |
|                        | f c 4   |   | f h 4  | + |
|                        | p g 3   |   | p g 3  |   |
|                        | Roque   |   | p h 2  | + |
|                        | e h 1   |   | p d 5  |   |
|                        | f d 5   |   | g f 6  |   |
|                        | f f 7   | + | e f 7  |   |
|                        | g h 4   |   | h f 8  |   |
|                        | p e 5   |   | d d 5  | + |
|                        | g f 3   |   | g h 5  |   |
|                        | p c 4   |   | d c 6  |   |
|                        | p d 4   |   | g g 3  | + |

Seu nome é ligado ao Gambito Stamma, no Gambito do Rei após  (1.e4 e5 2.f4 exf4 3.h4).